# Proclamația de la Timișoara
Proclamația de la Timișoara este un document programatic adoptat la Timișoara în data de 12 martie 1990. A fost redactat în urma manifestației populare din Piața Operei începută cu o zi înainte. George Șerban, mai târziu deputat PNȚCD de Timiș, inițiatorul Proclamației de la Timișoara și al declarării zilei de 16 decembrie ca zi națională de luptă împotriva totalitarismului, a fost inspirat în demersul său de colaboratoarea sa, Alexandra Indrieș.  Cea mai bine cunoscută cerere a documentului este punctul 8, care cerea ca nici un fost membru al nomenclaturii Partidului Comunist Român sau al Securității să nu aibă dreptul de a lucra în funcții publice pe o perioadă de 10 ani sau trei legislaturi consecutive, punînd accent mai ales pe funcția de președinte. Această interdicție se numește lustrație.
În perioada următoare, documentul a fost recunoscut și sprijinit de sute de asociații civice, iar aproape 4 milioane de cetățeni au semnat apeluri în favoarea introducerii punctului 8 în legea electorală. Aplicarea punctului 8 a fost și una dintre principalele cereri ale Pieței Universității.

## Caracter
Unul dintre scopurile documentului a fost condamnarea explicită a Comunismului și a luptei de clasă promovată de comunism.

## Textul integral al Proclamației de la Timișoara
Textul integral.

## Punctul 8
8. Ca o consecință a punctului anterior, propunem ca legea electorală să interzică pentru primele trei legislaturi consecutive dreptul la candidatură, pe orice listă, al foștilor activiști comuniști și al foștilor ofițeri de Securitate. Prezența lor în viața politică a țării este principala sursă a tensiunilor și suspiciunilor care frământă astăzi societatea românească. Până la stabilizarea situației și reconcilierea națională, absența lor din viața publică este absolut necesară. Cerem, de asemenea, ca în legea electorală să se treacă un paragraf special care să interzică foștilor activiști comuniști candidatura la funcția de președinte al țării. Președintele României trebuie să fie unul dintre simbolurile despărțirii noastre de comunism. A fi fost membru de partid nu este o vină. Știm cu toții în ce măsură era condiționată viața individului, de la realizarea profesională până la primirea unei locuințe, de carnetul roșu și ce consecințe grave atrăgea predarea lui. Activiștii au fost însă acei oameni care și-au abandonat profesiile pentru a sluji partidul comunist și a beneficia de privilegiile materiale deosebite oferite de acesta. Un om care a făcut o asemenea alegere nu prezintă garanțiile morale pe care trebuie să le ofere un Președinte (...)".

## Consecințe
Succesul limitat al Proclamației a fost atribuit rezistenței structurilor comuniste  și caracteristicilor speciale ale Timișoarei în comparație cu restul țării . Victor Neumann a menționat contrastele observate chiar în timpul Revoluției, cînd în doar cîteva orașe în afară de Timișoara au existat rebeliuni: Arad, Lugoj, Sibiu, Cluj-Napoca, Brașov, București, Iași . Aceste tipare în comportament au fost atribuite de către Neumann discrepanțelor politice, sociale și economice dintre diferitele regiuni ale țării, diferențe pe care el consideră că au rămas notabile și în România post-Revoluție.
Proclamația a eșuat în a stabili procedurile electorale în România: Alegerile prezidențiale din 1990 și Alegerile legislative din 1990 s-au desfășurat fără aplicarea regulilor lustrației.